# Kirkjubøargarður
Kirkjubøargarður (Faroese perYard of Kirkjubøur, noto anche come King's Farm ) è una delle più antiche case di legno ancora abitate al mondo, se non la più antica. È anche la fattoria più grande delle Isole Faroe, nella cittadina di Kirkjubøur.
La vecchia fattoria risale all'XI secolo. Il legno per costruirla arrivò dalla Norvegia, accuratamente selezionato (non esistono foreste nelle Fær Øer.)
La parte più antica è la cosiddetta roykstova (reek parlor, o sala fumi). Un'altra stanza antica è il loftstovan (stanza del sottotetto). Si presume che il vescovo Erlendur scrisse qui la " Lettera delle pecore " nel 1298, che è il primo documento scritto nella storia delle Fær Øer - un documento di regolamentazione delle greggi di pecore nelle isole. Oggi la stanza è la biblioteca della fattoria. Lo stórastovan (grande sala) è di una data molto successiva, essendo stata costruita nel 1772.
Sebbene la fattoria sia un museo, la 17ª generazione della famiglia Patursson, che la occupa dal 1550, vive ancora lì. Poco dopo la Riforma nelle Isole Faroe, tutti i beni immobili della Chiesa cattolica furono sequestrati dal re di Danimarca . La porzione di terreno più grande del nuovo possedimento danese era appunto la fattoria di Kirkjubøur a causa del fatto che fosse residenza episcopale. Questa terra è oggi di proprietà del governo delle Faeroer e i Patursson sono inquilini di generazione in generazione. È sempre il figlio maggiore che diventa King's Farmer e, a differenza della terra di proprietà privata, la King's Land non è mai divisa tra i figli (maggiorascato).
La fattoria ospita pecore, bovini e alcuni cavalli. Qui è possibile prendere un caffè e acquistare carne e montone freschi direttamente dall'agricoltore.
Altri edifici notevoli vicino alla fattoria sono la Cattedrale di Magnus e la Chiesa di Sant'Olav, che risalgono anch'esse al periodo medievale.

## Persone
Personaggi illustri nati qui o vissuti qui per un periodo:
- Sverre I di Norvegia (1151–1202), crebbe qui e andò alla scuola sacerdotale.
- Il vescovo Erlendur ( morto nel 1308), scrisse la lettera delle pecore e costruì la Cattedrale di Magnus .
- Súsanna Helena Patursson (1864–1916), prima femminista delle Fær Øer.
- Il contadino del re Jóannes Patursson (1866–1946), fratello maggiore di Helena, leader nazionalista e scrittore.
- Sverre Patursson (1871–1960) fratello di Helena e Jóannes, scrittore, giornalista e ambientalista.
- Erlendur Patursson (1913–1986), figlio di Jóannes, scrittore e politico nazionalista.
- Tróndur Patursson (nato nel 1944), pronipote di Jóannes, artista e avventuriero.